# Alain Sargeant
Alain Issa Omari Sargeant (Scarborough, 27 novembre 1995) è un ex calciatore nevisiano, di ruolo difensore.

## Carriera

### Club
Ha sempre giocato tra Stati Uniti e Canada.

### Nazionale
Ha debuttato in Nazionale il 21 febbraio 2016 nella partita vinta per 2-0 contro Bermuda.